# Marathon van Enschede 1955
De marathon van Enschede 1955 werd gelopen op zaterdag 27 augustus 1955. Het was de vijfde editie van deze marathon. De wedstrijd werd gelopen onder onstuimige weersomstandigheden. De deelnemers kregen onderweg te maken met een onweersbui van ruim een half uur, die gepaard ging met felle wind en hevige regenval, waarbij het uiterste van de deelnemers werd gevergd.
De Argentijn Reynaldo Gorno kwam als eerste over de streep in 2:26.33.
Tijdens deze wedstrijd werd tevens het Nederlands kampioenschap marathon afgewerkt. Hieraan namen 45 Nederlandse atleten deel. De nationale titel werd gewonnen door Jan van Ginkel, die in 2:43.51 als elfde over de finish kwam.
Marathonwedstrijden voor vrouwen bestonden er in die tijd nog niet.

## Uitslag
| rang   | naam              | land | tijd    | opmerkingen |
| ------ | ----------------- | ---- | ------- | ----------- |
| Goud   | Reynaldo Gorno    | ARG  | 2:26.33 |             |
| Zilver | Osvaldo Suárez    | ARG  | 2:26.34 |             |
| Brons  | Stanley Cox       | GBR  | 2:27.03 |             |
| 4      | Drahomir Pechanek | TCH  | 2:30.27 |             |
| 5      | Geoffrey Iden     | GBR  | 2:32.28 |             |
| 6      | Jaroslav Sourek   | TCH  | 2:33.45 |             |
| 7      | August Blumensaat | GER  | 2:35.25 |             |
| 8      | Günther Leifhelm  | GER  | 2:38.45 |             |
| 11     | Jan van Ginkel    | NED  | 2:43.51 | 1e NK       |
| 12     | J.A. Smits        | NED  | 2:44.36 | 2e NK       |

1947 ·
1949 ·
1951 ·
1953 ·
1955 ·
1957 ·
1959 ·
1961 ·
1963 ·
1965 ·
1967 ·
1969 ·
1971 ·
1973 ·
1975 ·
1977 ·
1979 ·
1981 ·
1983 ·
1985 ·
1987 ·
1989 ·
1991 ·
1992 ·
1993 ·
1994 ·
1995 ·
1996 ·
1997 ·
1998 ·
1999 ·
2000 ·
2001 ·
2002 ·
2003 ·
2004 ·
2005 ·
2006 ·
2007 ·
2008 ·
2009 ·
2010 ·
2011 ·
2012 ·
2013 ·
2014 ·
2015 ·
2016 ·
2017 ·
2018 ·
2019 ·
2020 · 2021 ·
2022 ·
2023 ·
2024 ·
2025